# Eva Janina Wieczorek
Eva Janina Wieczorek (ur. 23 maja 1951 w Katowicach) – polsko-niemiecka malarką, rysowniczką i rzeźbiarką. Jest artystką, której prace były prezentowane na konkursach, w publikacjach, kolekcjach i wystawach w Niemczech, Wielkiej Brytanii, Chorwacji, Polsce oraz Belgii. Jej dzieła charakteryzują się silnym wykorzystaniem światła i cienia oraz poruszają aktualne tematy współczesnego świata. Wiele z jej prac przypisuje się realizmowi, a także surrealizmowi.

## Życiorys
Od dzieciństwa – pod wpływem wujka (brat matki), który malował – interesowała się sztuką i sama malowała. W 1969 roku powstały pierwsze prace. Były to wielkiego formatu portrety malowane węglem na kartonie. Następnie powstały prace w akwareli, akrylu i oleju. Obecnie maluje dalej w oleju a również tworzy w malarstwie cyfrowym. Od 1981 mieszka i tworzy w Brühl w Nadrenii Północnej-Westfalii w Niemczech. Studiowała prywatnie malarstwo u profesora Romana Kalarusa profesora na Akademii Sztuk Pięknych (ASP) w Katowicach, oraz u córki Kathariny von Koschembahr, będącą docentem na Akademii Sztuk Pięknych (niem. Freie Akademie Rhein/Ruhr) w Krefeld. Od 2007 roku jest członkiem International Association of Art UNESCO w Paryżu.

## Ważniejsze wystawy
- 2005 Brühl, Galeria miasta Brühl (niem. Rathausgalerie), wystawa indywidualna
- 2008 Katowice, Muzeum Śląskie w Katowicach, wystawa indywidualna
- 2010 Bruksela, Art Contemporary Gallery Croissant Studio d.v.o, kuratorska wystawa
- 2010 Punat (Chorwacja), Galerija Toš, wystawa indywidualna
- 2011 Marler Kunststern 2011, Marl, Niemcy
- 2014 Marler Kunststern 2014, Marl, Niemcy
- 2015 Brühl Niemcy, „Schattenimpressionen”, Galeria miasta Brühl, wystawa indywidualna
- 2015 Brühl Niemcy, „Because I am a Girl” Internacionalna Organisacja Pomocy Dzieciom PLAN, Galeria miasta Brühl (Rathausgalerie)
- 2015 USEUM.ORG, World Child Cancer Charity, USEUM The World’s Museum of Art
- 2016 Wystawa Sztuki Współczesnej, PAN Plakat Muzeum, Emmerich, Niemcy
- 2017 Brühl Niemcy, „Dream and reality”, Galeria miasta Brühl,wystawa indywidualna
- 2017 Artysta Malarz roku 2017, Galeria internetowa, airleben.com

## Ważne dzieła
- Aleppo, 2016, Akryl na plótnie, 40x60cm
- Odpoczynek, 2006, obraz olejny, 50x60 cm, w zbiorach Muzeum Śląskiego w Katowicach
- Cisza, 2006, Akryl na plótnie, 120x90 cm, w zbiorach Muzeum Śląskiego w Katowicach
- Oliwka, 2009, obraz olejny, 50x60 cm, w zbiorach miasta Brühl

## Wyróżnienia
- 2007 Członek International Association of Art UNESCO w Paryżu
- 2008 Wystawa w Muzeum Śląskim w Katowicach (Woda, podróż i sen), wystawa indywidualna
- 2011 Parallax Art Fair 2011, La Galleria Pall Mall, Kurator: dr. Chris Barlow, Londyn, Anglia
- 2011 Nagroda sztuki Marler Kunststern 2011, Marl, Niemcy
- 2014 Nagroda sztuki Marler Kunststern 2014, Marl, Niemcy
- 2017 Artysta roku 2017, nominacja, Internetowa galeria, Airleben.de

## Literatura
- Maria Fiderkiewicz: Woda, podróż i sen – Malarstwo Evy Wieczorek., Muzeum Śląskie, Katowice 2008, ISBN 978-83-60353-64-6.
- Łukasz Kałębasiak, Eva Wieczorek: Artystka z licencją na malowanie. Gazeta Wyborcza Katowice, 7 kwietnia 2007
- Britta Havlicek, „Zwischen Mensch und Natur”. w: Kölner Stadt-Anzeiger „Rhein Erft”, nr 38, 24 kwietnia 2007 ((niem.))
- Harald Zeyen, „Bilder mit Realismus und Elementen des Surrealismus. In: „Brühler Schlossbote”. 25 kwietnia 2007 ((niem.))
- Tobias Gonszerowski: Brühler Fragebogen... mit Eva Wieczorek. In: Brühler Fragenbogen. nr 250, kwiecień 2008 ((niem.))
- Harald Zeyen, „Lichtblicke in der Orangerie”. w: „Brühler Schlossbote”. 22 kwietnia 2009 ((niem.))
- Claudia Grosse: Ein Spiel mit Licht und Schatten. w: Kölner Stadt Anzeiger. nr 91, 20 kwietnia 2009 ((niem.))
- Hanna Styrie: Das Spiel von Licht und Schatten. w: Kölnische Rundschau. nr 91, 20 kwietnia 2009 ((niem.))
- Prof. Jasna Rodin: Samostalna izložba Eve Wieczorek. Katalog Galerie Toš, Verlag: Corngraf d.o.o Umag, Miasto Punat Chorwacja. 18 czerwca 2010 (chorw.)
- Harald Zeyen: „Feinnervig- Brühler Künstlerin Eva Wieczorek stellt derzeit in der Rathausgalerie aus”. w: „Brühler Schlossbote.19.Stycznia 2017 ((niem.))
- Annaly Sahr: "Eva Janina Wieczorek Meisterwerke", Verlag ePubli, Berlin 2020, ISBN 978-3-7531-4028-5
- Annaly Sahr: "Eva Janina Wieczorek Digitale Malerei", Verlag KDP Amazon, Berlin 2021, ISBN 979-8742979043
- Colleen Boyett, H. Micheal Tarver, Mildred Diane Gleason: „Daily Life of Women“, Bloomsbury Publishing USA, ISBN 1440846936, ISBN 9781440846939, 7grudzień 2020

## Zbiory
- Miasto Brühl, Niemcy
- Obrazy w Muzeum Śląskim w Katowicach